# 愛媛県武道館
愛媛県武道館（えひめけんぶどうかん）は、愛媛県松山市の松山中央公園内にある武道館。公益財団法人愛媛県スポーツ振興事業団が運営している。

## 概要
2003年（平成15年）10月に開館。同武道館は愛媛県産の木材、菊間瓦、大島石、砥部焼などを利用して建設され、日本武道館や東京武道館と並ぶ日本最大級の規模である。

## 設備
主道場では柔道用の畳を転換する浮上式柔道用床転換システムを世界で初めて導入している。
柔道などの武道以外にもスポーツ、イベント、コンサートなどにも対応できる。